# Miss Europe 1961

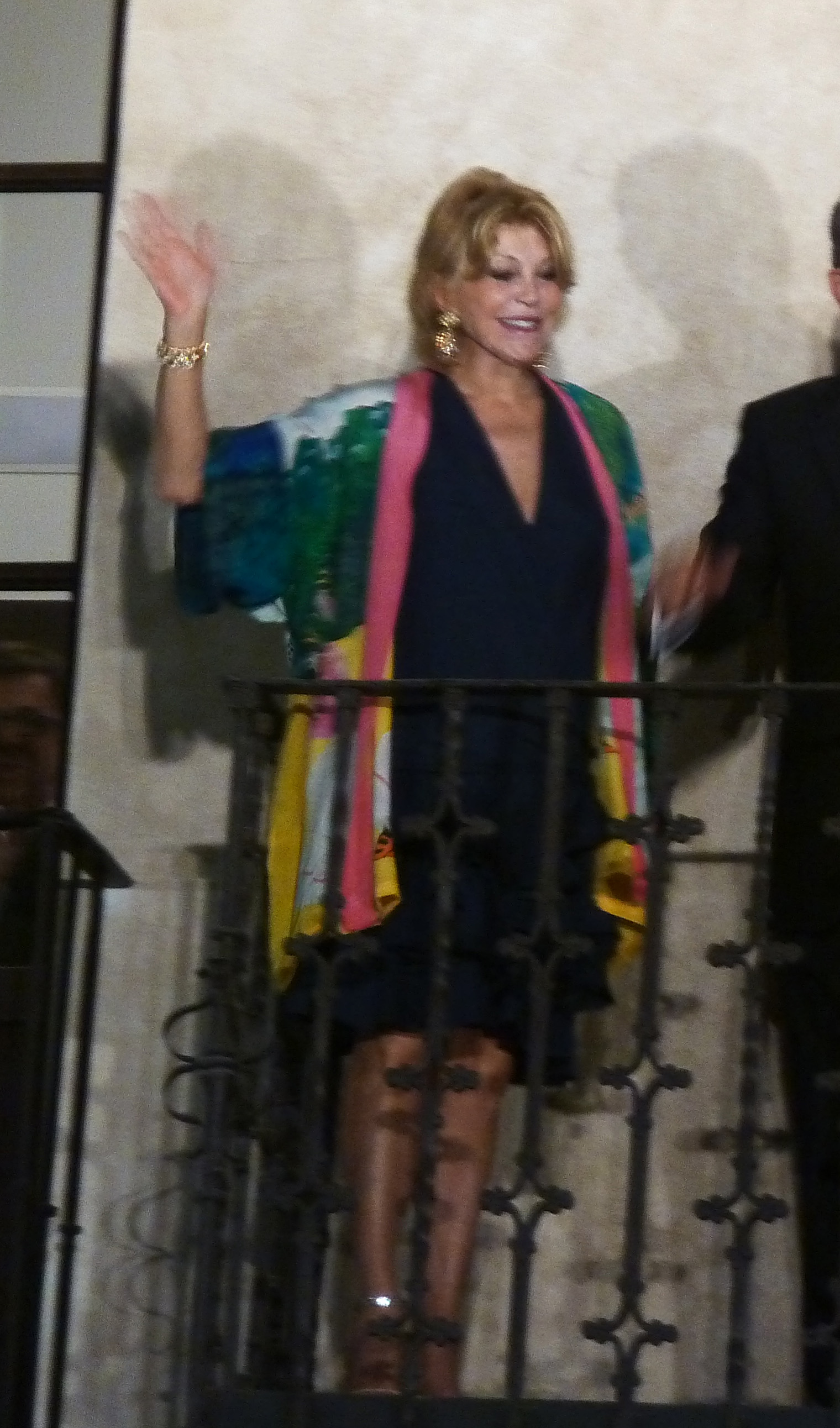
Carmen Cervera, Miss Spanien und Viertplatzierte der Miss Europe 1961 (Foto von ca. 2016)

Der Wettbewerb um die Miss Europe 1961 war der dreizehnte, den die Mondial Events Organisation (MEO) durchführte. Sie war von den Franzosen Roger Zeiler und Claude Berr ins Leben gerufen worden, hatte ihren Sitz in Paris und organisierte den Wettbewerb bis 2002.
Die Kandidatinnen waren in ihren Herkunftsländern von nationalen Organisationskomitees ausgewählt worden, die mit der MEO Lizenzverträge abgeschlossen hatten.
Die Veranstaltung fand am 6. Juni 1961 in der libanesischen Hauptstadt Beirut statt. Es gab, wie im Vorjahr, 17 Bewerberinnen.
| Land                    | Schreibweise bei Pageantopolis           | Schreibweise in der Heimatsprache     | Teilnahme an weiteren Wettbewerben                         |
| ----------------------- | ---------------------------------------- | ------------------------------------- | ---------------------------------------------------------- |
| Platzierungen           |                                          |                                       |                                                            |
| 1. BR Deutschland       | Ingrun Helgard Möckel                    | Ingrun Helgard Möckel                 | Miss Universe 1960, Miss World 1960: Platz 4               |
| 2. England              | Arlette Dobson                           | Arlette Dobson                        | Miss Universe 1961: Platz 4                                |
| 3. Schweden             | Ingrid Andersson                         |                                       |                                                            |
| 4. Spanien              | Maria Del Carmen Cervera Fernández Núñez | Carmen Cervera                        | Miss International 1961: Platz 3, Miss World 1961: Platz 3 |
| 5. Frankreich           | Yvette Suzanne Dégremont                 | Yvette Suzanne Dégremont              | Miss International 1960                                    |
| Weitere Teilnehmerinnen |                                          |                                       |                                                            |
| Belgien                 | ?                                        |                                       |                                                            |
| Dänemark                | Sonja Menzel                             |                                       | Miss International 1960                                    |
| England                 | Joan Ellinor Boardman                    | Joan Ellinor Boardman                 | Miss Universe 1960: Semifinale                             |
| Finnland                | Ritva Tuulikki Wächter                   | Ritva Wächter                         | Miss Universe 1961, Miss World 1961: Semifinale            |
| Griechenland            | Kalliopi Geralexi                        | Καλλιόπη Γεραλέξη (Kalliopi Geralexi) | Miss World 1960                                            |
| Holland                 | Anne Marie Brink                         | Anne Marie Brink                      |                                                            |
| Island                  | Sigrun Ragnarsdóttir                     | Sigrún Ragnarsdóttir                  | Miss International 1961: Platz 5                           |
| Italien                 | Erika Spaggiari                          | Erika Spaggiari                       |                                                            |
| Luxemburg               | Vicky Schoos                             | Vicky Schoos                          | Miss Universe 1961, Miss World 1961                        |
| Norwegen                | Rigmor Trengereid                        |                                       | Miss Universe 1961                                         |
| Schweiz                 | Liliane Burnier                          | Liliane Burnier                       | Miss Universe 1961: Semifinale                             |
| Türkei                  | Nese Durukan                             | Neşe Durukan                          |                                                            |